# Johann Wilhelm Windter
Johann Wilhelm Windter (auch: Winter; 〰 10. Oktober 1697 in Nürnberg; ▭ 27. März 1765 ebenda) war ein deutscher Kupferstecher und Zeichner.

## Leben
Johann Wilhelm Windter war ein sogenannter „Reproduktionskünstler“; er vervielfältigte für ein größeres Publikum Unikate von Malern und Zeichnern wie M. F. Kleinert, J. Kenkel, P. Decker und anderen. Häufig waren seine Werke Porträts von Persönlichkeiten seiner Zeit des Barock. Seine Werke tragen mitunter das Monogramm „J.W.W.“ und wurden auch im Zeitalter der Aufklärung im Pressewesen genutzt.

## Bekannte Werke (unvollständig)

Christophorus Scheurl a Defersdorf in Heuchling;
Kupferstich von Windter, 1741 nach Gabriel Müller

- um 1741: Bildnis des Christoph Scheurl von Defersdorf in Heuchling nach einer Zeichnung von Gabriel Müller[5]